# آلیس ورنر
آلیس ورنر (انگلیسی: Alice Werner; ۲۶ ژوئن ۱۸۵۹ – ۹ ژوئن ۱۹۳۵) نویسنده، آموزگار اهل بریتانیا بود.